# Gymnocarpium dryopteris
Polypode du Chêne
Espèce

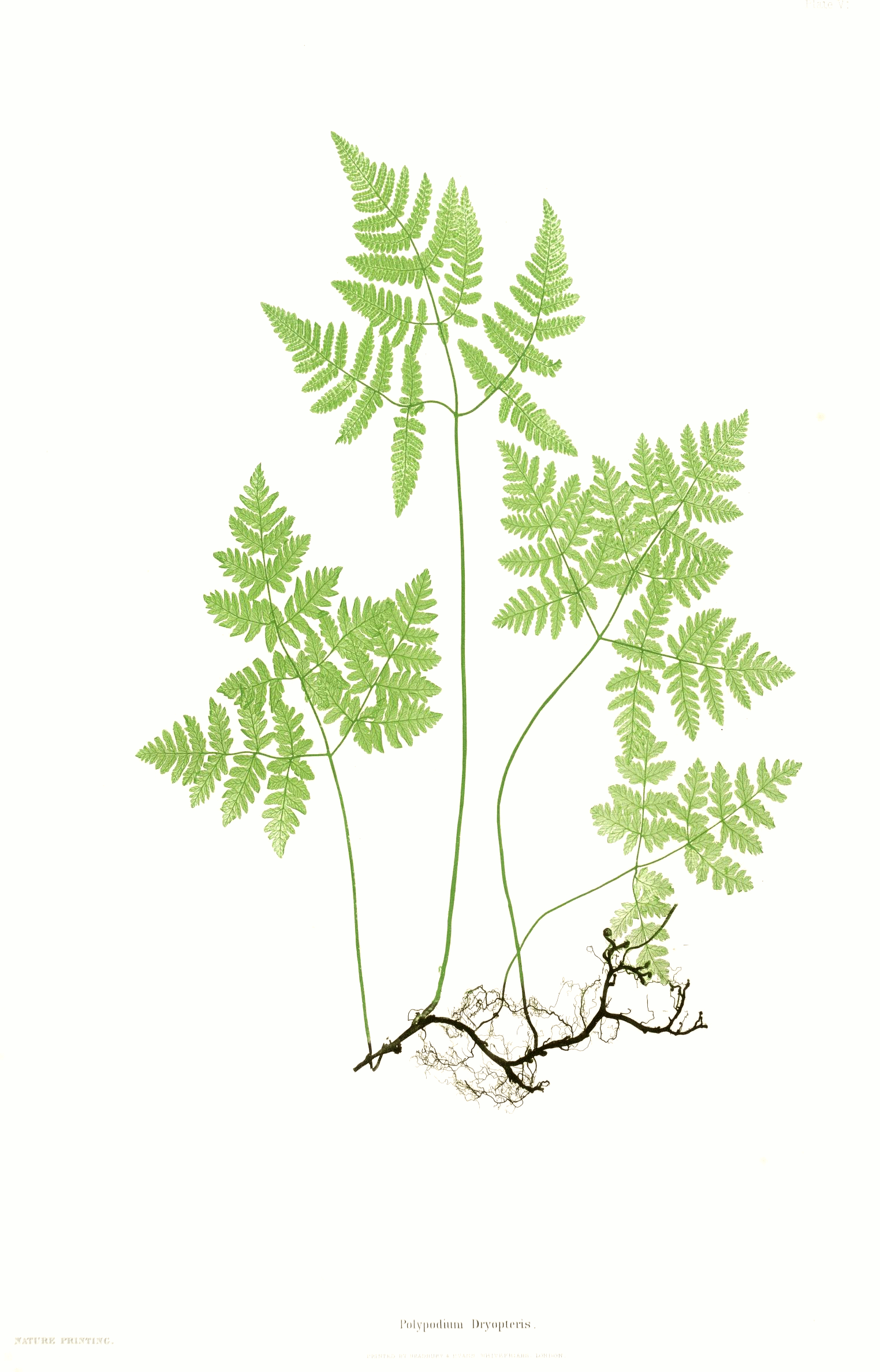

Le Polypode du Chêne ou le Polypode dryoptère, parfois appelé la Fougère du Chêne ou le Gymnocarpium dryoptère (Gymnocarpium dryopteris) est une espèce de fougère de la famille des Woodsiaceae.
Elle produit des frondes solitaires se formant sur un rhizome rampant souterrain. Les frondes sont tripennées en forme de triangle isocèle. Montagnarde, elle est abondante par place sur terrains siliceux et frais.
La position systématique du genre Gymnocarpium est discutée. Il est souvent rangé dans la famille des Thelypteridaceae, parfois aussi dans celle des Dryopteridaceae.

## Étymologie
Du grec "gumnos": nu et de "karpos": fruit; "drus": chêne; "pteris": fougère.

## Description
Feuilles vert clair de 10 à 45cm sur un rhizome allongé. Pétiole au moins aussi long que le limbe. Limbe triangulaire et glabre. Confusion possible avec Gymnocarpium robertianum.
Espèce tétraploïde (2n = 160 chromosomes).

## Biologie
Géophyte. Sporulation de juillet à septembre; dissémination par le vent.

## Habitats
Rochers, forêts riches en fougères, bords de chemins et talus, clairières, sur substrats siliceux. Etages subalpin, montagnard et collinéen. Jusqu'à 2 300 mètres. Supporte l'ombre. Sols acides et frais.
L'espèce peut être présente en plaine, mais seulement en quelques stations tout à fait relictuelles (exemples Brettnach et Kemplich en Moselle).

## Distribution
Zones tempérée et froide de l'hémisphère boréal : Europe, Asie, Amérique du Nord.

France : Vosges, Jura, Massif Central, Alpes, Pyrénées, Corse; très localisé, rare et en régression dans les plaines de la partie nord.

## Statut de protection
Espèce protégée en Limousin.

## Synonymes
- Dryopteris linnaeana C. Christens
- Polypodium dryopteris L.
- Phegopteris dryopteris (L.) Fée
- Currania dryopteris (L.) Wherry
- Lastrea dryopteris (L.) Bory